# Letur-Lefr
Letur-Lefr – czwarta EP Johna Frusciante, muzyka występującego w przeszłości m.in. z Red Hot Chili Peppers, wydana w lipcu 2012 roku. Materiał został nagrany w 2010 roku, a wydawnictwo opublikowano na kilku nośnikach (min. kaseta, winyl, 32-bitowe formaty cyfrowe).
Na płycie Frusciante śpiewa oraz gra na wszystkich instrumentach, jest też kilka udziałów gościnnych (min. RZA).
Frusciante o albumie i jego kontynuacji, PBX Funicular Intaglio Zone:

Myślę, że gram progresywny synth pop, to nie mówi Ci nic o tym jak to brzmi, jednak opisuję moje podejście. Połączyłem aspekty wielu stylów muzycznych i stworzyłem moją własną formę, używając instrumentów elektroniczych. Utwory na Letur-Lefr pochodzą z 2010 roku, a PBX powstał w 2012. Letur to zbiór muzyki, którą tworzyłem przez rok, podczas gdy PBX był od początku przemyślanym albumem, piosenki zostały nagrane po kolei. Te nagrania bardzo różnią się od siebie.

## Tytuł EP-ki
Tytuł Letur-Lefr pochodzi od nazwisk żony artysty, Nicole Turley i samego Frusciante. Dla muzyka jest on symbolem przejścia-przemiany tych dwojga w jedno, szczególnie zaznaczonym przez pierwszą piosenkę na albumie In Your Eyes, która jest kontynuacją ostatniej, In My Light.

## Lista utworów
| Nr | Tytuł utworu   | Długość |
| -- | -------------- | ------- |
| 1. | „In Your Eyes” | 4:27    |
| 2. | „909 Day”      | 2:24    |
| 3. | „Glowe”        | 1:31    |
| 4. | „FM”           | 3:42    |
| 5. | „In My Light”  | 3:49    |
|    |                | 15:53   |

## Skład
- John Frusciante – wokal, chórki, gitary, keyboard, sample, automat perkusyjny, produkcja
- Nicole Turley – wokal (1)
- RZA – wokal (2, 4 i 5)
- Leggezin Fin – wokal  (2)
- Masia One – wokal(2)
- Kinetic 9 – wokal (2 i4)
- Rugged Monk – wokal(4)
- Anthony Zamora – studio manager
- Julian Chavez – okładka